# Сражение за Порт-Морсби
Битва за Порт-Морсби (англ. Battle of Port Moresby) — воздушное сражение между ВВС союзников и ВВС Японии в период с 3 февраля 1942 года по 17 августа 1943 года, развернувшееся над Порт-Морсби. 
В начале город обороняли только зенитные батареи и пулемёты австралийской армии, но к концу марта в город прибыла 75-я эскадрилья Королевских ВВС Австралии, состоящая из Curtiss P-40. За девять дней защитники города потеряли 11 самолётов и лишь своевременное прибытие подкрепления позволило им сохранить в строю к 17 августа десять исправных машин.

По данным правительства Австралии:
31 марта к австралийцам прибыла американская 8-я эскадрилья бомбардировщиков A-24, а в течение следующих двух недель — шесть американских Р-39 Airacobra 36-й американской эскадрильи. В результате ежедневных воздушных боёв над Порт-Морсби, к 1 мая в составе 75-й эскадрильи ВВС осталось всего три исправные машины. В качестве подкрепления несколько позднее прибыли 35-я эскадрилья частично и 36-я эскадрилья в полном составе. За время своего пребывания в Порт-Морсби 75-я эскадрилья потеряла в общей сложности 21 самолёт и 12 пилотов.

Сражение в Коралловом море в начале мая несколько отвлекло японцев от Порт-Морсби. К маю 1942 года японцы обосновались на островах к северу и востоку Новой Гвинеи, а также в районе Лаэ и Маданга на северном побережье материка.